# Live at the Argonaut
Live at the Argonaut, pubblicato nel 1976, è il secondo album solista di Tom Newman; a dispetto del titolo non si tratta di registrazioni effettuate dal vivo.
Il disco venne ideato come raccolta di canzoni scritte dall'autore dal 1968 al 1974; registrato presso i Manor Studios venne pubblicato a tiratura limitata dalla Virgin Records nel 1976. Dopo il test-pressing i rapporti tra il proprietario della casa discografica, Richard Branson, e Tom Newman si deteriorarono repentinamente ed il "boss" discografico bloccò volutamente la distribuzione su larga scala del disco. All'epoca Newman stava lavorando ad un nuovo progetto di progressive rock e il rifiuto di Branson a pubblicarlo presso Virgin Records fu una delle cause dell'incrinarsi dei rapporti.
L'orientamento musicale verso il nuovo fenomeno del punk 77 fu uno dei motivi che spinsero Branson a rifiutare nuove proposte di "art-rock"; tuttavia gli artisti della prima ora, ancora sotto contratto Virgin, poterono continuare a proporre la loro musica senza vincoli stilistici. Per l'album Platinum Mike Oldfield riassoldò alla produzione Tom Newman. L'opera, oltre a rappresentare il reingresso presso i Manor Studios di Newman, rappresenta la prima chiara presa di posizione dei due contro lo stesso Branson e il fenomeno Punk 77. 
Il disco "Live At The Argonaut" rappresenta l'ultima proposta leggera di Newman, le sonorità sono per certi versi ancora legate alla musica del decennio precedente; l'album contiene la cover di Roving Gambler da Songs Our Daddy Taught e due pezzi firmati da Paul Kennerley: Easy e Don't Treat Your Woman Bad. Il brano A.E.I.O.U. è un estratto da una lunga jam-session notturna tra lo stesso Newman con Ted MacDowell ed Alan Perkins. L'ultimo pezzo, intitolato Draught Guinness non è presente e nelle note si legge essere stato dimenticato l'inserimento in fase di missaggio rimandando ad un prossimo album per poterlo ascoltare. La ristampa in CD contiene una traccia aggiunta, un estratto dalla suite del "side-one" di Faerie Symphony.

## Formazione
- Tom Newman - voce, chitarra elettrica, chitarra acustica, basso, percussioni
- Fred Frith – voce in Paper Back Writer e chitarra in Stay In Line
- Keith Richards – chitarra elettrica in Easy e in Just For Old Times
- Roger Retig - chitarra in Kentucky
- Andy Roberts - chitarra in Kentucky e in Gamblin Man
- Tom Nordon - chitarra in Gamblin Man
- Geoff Westley - pianoforte in Just For Old Times

## Tracce
1. Roving Gambler – 2:35
2. Paper Back Writer – 2:53
3. Easy Part 1 – 1:29
4. A.E.I.O.U. – 5:00
5. Don't Treat Your Woman Bad – 4:55
6. Kentucky – 2:42
7. Easy Part 2 – 2:25
8. Stay In Line – 3:42
9. Gamblin Man – 3:50
10. Just for Old Times – 4:40

## Traccia aggiunta nelle ristampe in CD
1. Excerpt from "Faeri Symphony" (Dance of the Daoine Sidh) – 5:59

## Crediti
Tutte le canzoni di Tom Newman, ad eccezione di Roving Gambler (Stanley Brothers), Easy e Don't Treat Your Woman Bad (Paul Kennerley).
Prodotto da Tom Newman.
Fotografie di copertina Mike Dean.
Registrato in vari periodi tra il 1974 ed il 1976 ai Manor Studios, Inghilterra.	

## Uscita Discografica in LP
- Virgin Records (1976) codice V2042

## Ristampe in CD
- Voiceprint Records (1995) codice VP168CD (fabbricato in Inghilterra per mercato inglese ed europeo)
- Blueprint Records (1995) codice BP168CD (fabbricato in Austria per mercato inglese ed europeo)

## Grafica
L'immagine di copertina dell'LP originale, particolarmente raro, è composta da una serie di ritagli di fotografie scattate da Mike Dean per il precedente disco di Newman, Fine Old Tom; nella versione in CD sono presenti altre due foto: la prima ritrae Newman all'esterno del suo studio di registrazione privato (l'Argonaut), installato all'interno di un barcone ormeggiato lungo un canale londinese chiamato "Piccola Venezia"; nella seconda lo stesso è ritratto alla consolle di missaggio dello studio.